# Zofia Bartkiewicz
Zofia Danuta Bartkiewicz (ur. 21 stycznia 1932 w Słonimiu, zm. 11 lutego 2002 w Świdniku) – polska działaczka opozycji antykomunistycznej, przewodnicząca strajku w WSK Świdnik.
Od 1954 była pracownikiem WSK Świdnik, należała do PZPR, w latach 1955–1962 była radną Powiatowej Rady Narodowej w Lublinie, w latach 1955–1980 Miejskiej Rady Narodowej w Świdniku. W lipcu 1980 uczestniczyła w strajku w WSK Świdnik i była jednym z jego liderów, we wrześniu 1980 została przewodniczącą Komitetu Założycielskiego Niezależnych Samorządnych Związków Zawodowych przy WSK. W stanie wojennym była internowana od 13 grudnia do 23 grudnia 1981, w wyniku czego zrezygnowała z członkostwa w PZPR. W 1982 odeszła na wcześniejszą emeryturę. W 1986 została członkiem jawnej Tymczasowej Rady NSZZ „Solidarność” Regionu Środkowo-Wschodniego
Z „Solidarności” odeszła po 1990 r., a w 2000 r., odmówiła udziału w honorowym komitecie uroczystości z okazji dwudziestej rocznicy świdnickiego strajku. Zdaniem Zofii Bartkiewicz, z uroczystości zrobiono kampanię wyborczą Mariana Krzaklewskiego. Na samą uroczystość przyszła, mimo iż organizatorzy nie wysłali jej zaproszenia.
Odznaczenia: Złoty Krzyż Zasługi (1975), Medal 30-lecia PRL (1974), Medal Jubileuszowy 25-lecia Miasta Świdnika (1979), Krzyż Świdnickiego Lipca (2005, pośmiertnie), Krzyż Wolności i Solidarności (pośmiertnie, 2022).